# Le Caylar
 Le Caylar  es una población y comuna francesa, situada en la región de Occitania, departamento de Hérault, en el distrito de Lodève y en el cantón de Lodève.

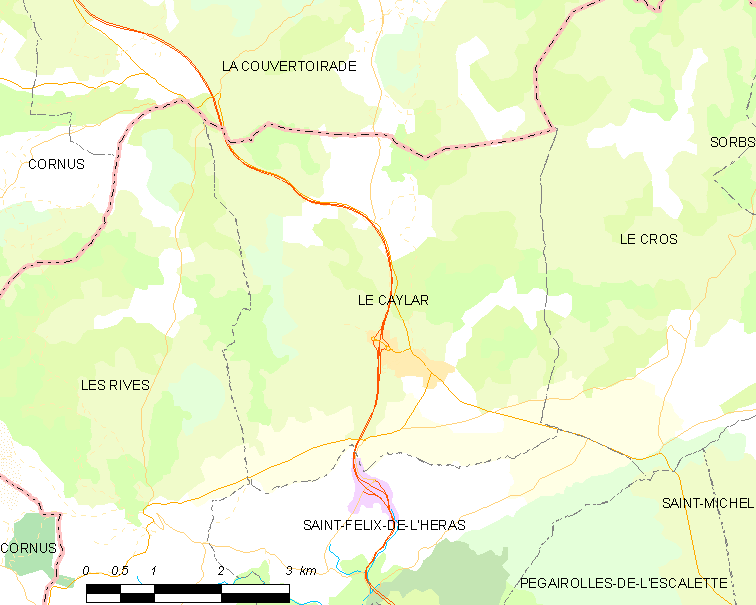
Mapa

## Demografía
| 336 | 327 | 259 | 295 | 339 | 383 | 444 |
| Para los censos de 1962 a 1999 la población legal corresponde a la población sin duplicidades (Fuente: INSEE [Consultar]) |     |     |     |     |     |     |